# Chuso González
José Luis González Albaladejo más conocido como Chuso González (Albacete; 20 de agosto de 1994) es un baloncestista español que pertenece a la plantilla del Club Juventud Alcalá de la LEB Plata. Con 1,92 metros de estatura, juega en la posición de escolta.

## Trayectoria deportiva
Formado en las categorías inferiores del Lucentum de Alicante desde alevines hasta júnior, con dos etapas en Albufereta y Montemar, también de Alicante. Su primer año sénior compitió a las órdenes de Xavi Sánchez Bernat, en el filial de la Liga EBA del UCAM Murcia, donde además se proclamó Campeón de España Universitario. En la temporada 2013-14 volvió al Lucentum para destacar en el equipo que logró el ascenso a Liga EBA, entrenado por Kuko Cruza que le dio continuidad en LEB Plata con el conjunto alicantino durante dos temporadas más y en esa categoría jugó después en Albacete Basket, CB Tarragona, a las órdenes de Berni Álvarez y JAFEP Fundación Globalcaja La Roda. 
Durante la temporada 2017-18 fue una pieza importante en la primera temporada del equipo rodense en la categoría, llegando a la Final de la Copa LEB Plata que se jugó en Granada y a la Fase de Ascenso a Oro. Comenzaría la temporada 2018-19 en las filas del Fundación Globalcaja La Roda en Liga LEB Plata y a mitad de temporada, en enero de 2019, se incorpora al Real Murcia Baloncesto también de la misma categoría con el que disputaría las eliminatorias por el ascenso a LEB Oro. En 34 partidos disputados entre La Roda y Murcia promediaría la cifra por partido de 12.3 puntos, 2.4 rebotes, 2 asistencias con un 29.7% en tiros de tres puntos en 26.7 minutos de juego.
En verano de 2019, firma por el CB Almansa para disputar la Liga LEB Oro en la temporada 2019-20. Precisamente el club albaceteño fue el que privó al jugador de ascender a Liga LEB Oro la temporada anterior, ya que eliminaría al Real Murcia Baloncesto en la última eliminatoria por el ascenso en una eliminatoria muy ajustada. Con el CB Almansa ha jugado las dos últimas temporadas en LEB Oro, habiéndose consolidado en la categoría y estando en el quinteto ideal de la Liga en la jornada 12 de su segunda temporada en Almansa. 
El 3 de agosto de 2021, firma por el Palencia Baloncesto de la liga Liga LEB Oro.
El 10 de agosto de 2022, firma por el Oviedo Club Baloncesto de la Liga LEB Oro.
El 11 de agosto de 2023, firma por el Club Juventud Alcalá de la LEB Plata.